# Kirk Yeaman

a Compétitions nationales et continentales officielles uniquement.

b Matchs officiels uniquement.
Kirk Yeaman, né le 15 septembre 1983 à Kingston-upon-Hull, est un joueur anglais de rugby à XIII évoluant au poste de centre dans les années 2000 et 2010. Il a été sélectionné en sélection anglaise et britannique. En club, il a effectué toute sa carrière à Hull FC depuis ses débuts en 2002.

## Palmarès
- Sélection en équipe de rêve de la Super League : 2011 (Hull FC)